# Valigny
Valigny est une commune française, située dans le département de l'Allier en région Auvergne-Rhône-Alpes.
Elle est parfois dénommée Valigny le Monial.

## Géographie

### Climat
Pour des articles plus généraux, voir Climat d'Auvergne-Rhône-Alpes et Climat de l'Allier.
En 2010, le climat de la commune est de type climat océanique dégradé des plaines du Centre et du Nord, selon une étude du CNRS s'appuyant sur une série de données couvrant la période 1971-2000. En 2020, Météo-France publie une typologie des climats de la France métropolitaine dans laquelle la commune est exposée à un climat océanique altéré et est dans une zone de transition entre les régions climatiques « Centre et contreforts nord du Massif Central » et « Ouest et nord-ouest du Massif Central ».
Pour la période 1971-2000, la température annuelle moyenne est de 11,1 °C, avec une amplitude thermique annuelle de 15,6 °C. Le cumul annuel moyen de précipitations est de 772 mm, avec 11,3 jours de précipitations en janvier et 7,4 jours en juillet. Pour la période 1991-2020, la température moyenne annuelle observée sur la station météorologique de Météo-France la plus proche, sur la commune d'Isle-et-Bardais à 3 km à vol d'oiseau, est de 11,8 °C et le cumul annuel moyen de précipitations est de 777,6 mm,. Pour l'avenir, les paramètres climatiques de la commune estimés pour 2050 selon différents scénarios d'émission de gaz à effet de serre sont consultables sur un site dédié publié par Météo-France en novembre 2022.

## Urbanisme

### Typologie
Au 1er janvier 2024, Valigny est catégorisée commune rurale à habitat très dispersé, selon la nouvelle grille communale de densité à 7 niveaux définie par l'Insee en 2022.
Elle est située hors unité urbaine et hors attraction des villes,.

### Occupation des sols

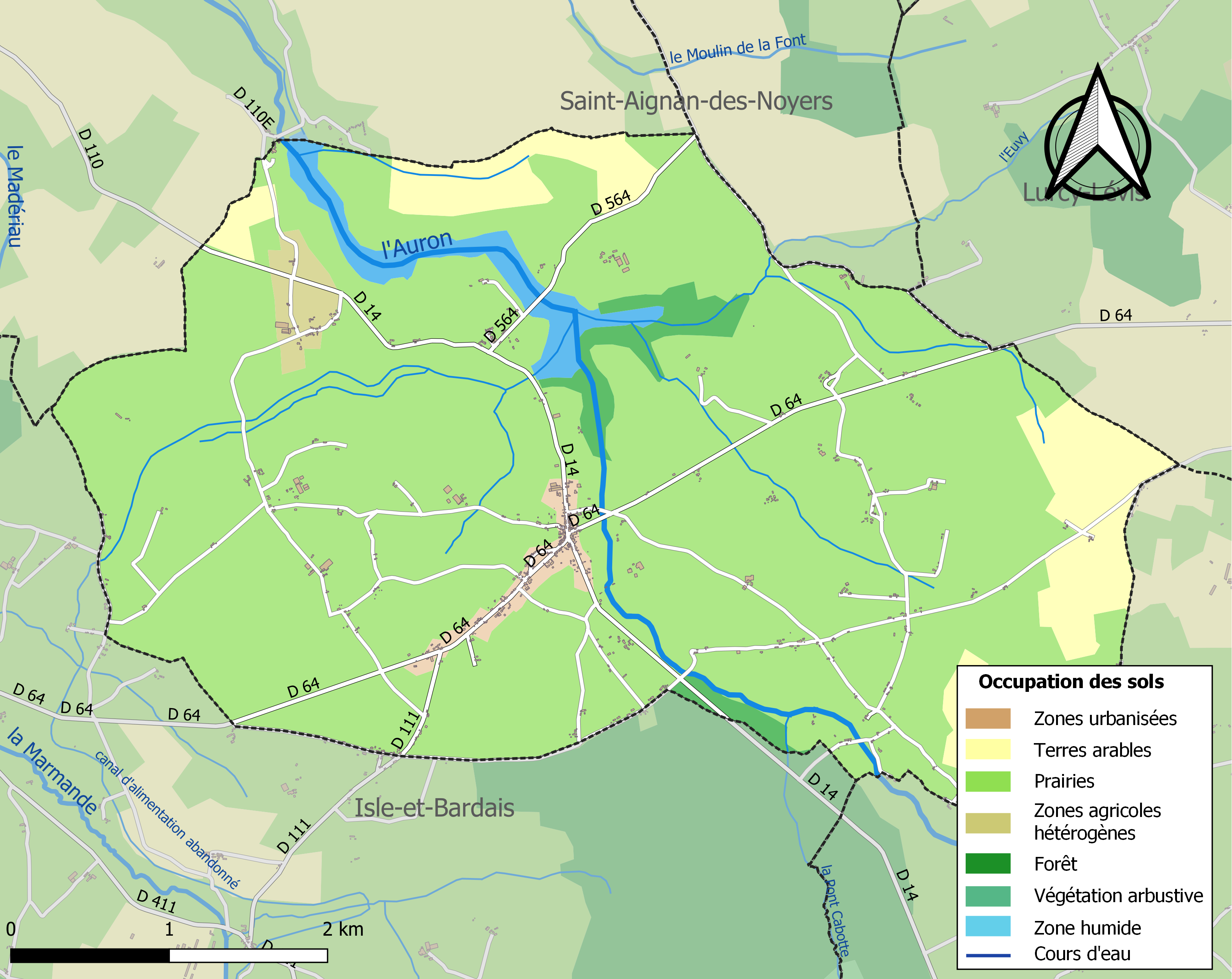
Carte des infrastructures et de l'occupation des sols de la commune en 2018 (CLC).

L'occupation des sols de la commune, telle qu'elle ressort de la base de données européenne d’occupation biophysique des sols Corine Land Cover (CLC), est marquée par l'importance des territoires agricoles (94 % en 2018), une proportion identique à celle de 1990 (94 %). La répartition détaillée en 2018 est la suivante : prairies (84,4 %), terres arables (8,4 %), eaux continentales (2,5 %), forêts (2,3 %), zones urbanisées (1,3 %), zones agricoles hétérogènes (1,2 %).
L'IGN met par ailleurs à disposition un outil en ligne permettant de comparer l’évolution dans le temps de l’occupation des sols de la commune (ou de territoires à des échelles différentes). Plusieurs époques sont accessibles sous forme de cartes ou photos aériennes : la carte de Cassini (XVIIIe siècle), la carte d'état-major (1820-1866) et la période actuelle (1950 à aujourd'hui).

## Toponymie
La commune, instituée lors de la Révolution française, a été dénommée en 1801 Valigny-le-Monial avant de prendre son nom actuel de Valigny.

## Politique et administration

### Rattachements administratifs et électoraux
La commune est située dans l'arrondissement de Montluçon, dans le département de l'Allier. Pour l'élection des députés, elle fait partie depuis 2012 de la deuxième circonscription de l'Allier.
Elle faisait partie depuis 1793 du canton de Cérilly. Dans le cadre du redécoupage cantonal de 2014 en France, elle est désormais intégrée dans le canton de Bourbon-l'Archambault.

### Intercommunalité
La commune est membre de la communauté de communes du Pays de Tronçais.

### Liste des maires
| Période                                  | Période                       | Identité                      | Étiquette | Qualité                                                                                                  |
| ---------------------------------------- | ----------------------------- | ----------------------------- | --------- | --- |
| Les données manquantes sont à compléter. |                               |                               |           | |
| 2001                                     | 2008                          | André Ollery                  |           | |
| mars 2008                                | mai 2020                      | Daniel Renaud                 |           | Cadre de santé retraité                                                                                  |
| mai 2020                                 | novembre 2021                 | Francis Leblanc               |           | Chef d'entreprise retraité Vice-président de la communauté de communes du Pays de Tronçais (depuis 2020) |
| 3 décembre 2021                          | En cours (au 21 janvier 2022) | Marie-Thérèse Millerat-Daldin |           | |

## Population et société

### Démographie
Les habitants de la commune sont appelés les Valignois et les Valignoises.
L'évolution du nombre d'habitants est connue à travers les recensements de la population effectués dans la commune depuis 1793. Pour les communes de moins de 10 000 habitants, une enquête de recensement portant sur toute la population est réalisée tous les cinq ans, les populations de référence des années intermédiaires étant quant à elles estimées par interpolation ou extrapolation. Pour la commune, le premier recensement exhaustif entrant dans le cadre du nouveau dispositif a été réalisé en 2008.

En 2022, la commune comptait 376 habitants, en stagnation par rapport à 2016 (Allier : −1,38 %, France hors Mayotte : +2,11 %).
| 1793 | 1800 | 1806 | 1821 | 1831 | 1836 | 1841 | 1846 | 1851 |
| ---- | ---- | ---- | ---- | ---- | ---- | ---- | ---- | ---- |
| 513  | 446  | 665  | 814  | 850  | 896  | 852  | 919  | 893  |

| 1856 | 1861  | 1866  | 1872  | 1876  | 1881  | 1886  | 1891  | 1896 |
| ---- | ----- | ----- | ----- | ----- | ----- | ----- | ----- | ---- |
| 934  | 1 007 | 1 068 | 1 046 | 1 082 | 1 088 | 1 101 | 1 002 | 954  |

| 1901 | 1906 | 1911 | 1921 | 1926 | 1931 | 1936 | 1946 | 1954 |
| ---- | ---- | ---- | ---- | ---- | ---- | ---- | ---- | ---- |
| 918  | 968  | 948  | 798  | 780  | 788  | 781  | 711  | 699  |

| 1962 | 1968 | 1975 | 1982 | 1990 | 1999 | 2006 | 2008 | 2013 |
| ---- | ---- | ---- | ---- | ---- | ---- | ---- | ---- | ---- |
| 781  | 751  | 639  | 599  | 527  | 441  | 407  | 397  | 381  |

| 2018 | 2022 | - | - | - | - | - | - | - |
| ---- | ---- | - | - | - | - | - | - | - |
| 377  | 376  | - | - | - | - | - | - | - |

## Culture locale et patrimoine

### Lieux et monuments
- Prieuré et église Notre-Dame du XIVe siècle :
  - statue : Vierge de l'annonciation du XVIIe siècle (monument historique[23]).
  - statue : Ange de l’annonciation du XVIIe siècle (Monument historique[24]).
  - statue : sainte Marguerite du XVIIe siècle (monument historique[25]).
  - statue : sainte Barbe du XVIe siècle (Monument historique[26]).
- Étang de Goule (100 hectares), espace naturel sensible.

### Personnalités liées à la commune
- Michel Bellot (1824-1890), député du Cher, né sur la commune.